# Pseudoparonella dorsanota
Pseudoparonella dorsanota är en urinsektsart. Pseudoparonella dorsanota ingår i släktet Pseudoparonella och familjen Paronellidae.

## Underarter
Arten delas in i följande underarter:
- P. d. dorsanota
- P. d. intermedia
- P. d. sufflava